# Manoir de la Fresnaye (Saint-Aubin-de-Luigné)
Pour les articles homonymes, voir La Fresnaye.
Le manoir de la Fresnaye est un manoir situé à Saint-Aubin-de-Luigné (Maine-et-Loire).

## Localisation
Le manoir est situé dans le département de Maine-et-Loire dans la commune nouvelle de Val-du-Layon.

## Description
Le manoir, construit en 1593 lors de la Renaissance et des guerres de Religion, présente des éléments de défense (douves, pont-levis, échauguettes , etc.) et des dépendances de la même époque, dont une remarquable grange-pigeonnier. L’intérieur du château a conservé ses vastes pièces d’origine, avec hauts plafonds et cheminées anciennes.

## Historique
Ce manoir, construit sur un ancien fief et seigneurie relevant de Forges en la Pommeraie et communément appelé « La Grande Fresnaye », a été édifié en 1593 par Antoine Legras dans un style Renaissance. Au XVIIe siècle, il appartenait à Louis Fouyer puis à son fils Antoine Fouyer qui lui succéda. Ce manoir est resté dans la même famille jusqu'au milieu du XIXe siècle où il fut acheté par un fabricant de chaux nommé Jarret de la Mairie qui créa cinq fours à chaux, des entrepôts, un magasin et tout ce qui était nécessaire pour l'extraction et la fabrication de la chaux. La famille Oger s'installe pour continuer l'exploitation de la chaux mais, par manque de charbon, l'exploitation de la chaux devient impossible. À cette période la famille décide de créer un vignoble de plus de cent hectares et ainsi la Fresnaye devient un château viticole.
Dans les années 1970, un incendie détruisit les deux tiers de la toiture. Il faudra attendre dix ans pour que la toiture soit refaite. Le château a retrouvé par la suite son pont-levis et ses douves. Il reçoit des événements culturels et privés ce qui permet aux nouveaux propriétaires de rénover le château.
L'édifice est inscrit au titre des monuments historiques en 1986.